# Ray Dalton
 (avril 2017).
Si vous disposez d'ouvrages ou d'articles de référence ou si vous connaissez des sites web de qualité traitant du thème abordé ici, merci de compléter l'article en donnant les références utiles à sa vérifiabilité et en les liant à la section « Notes et références ».
Pour les articles homonymes, voir Dalton.
Ray Dalton, né le 10 mai 1990, est un chanteur américain originaire de Seattle dans l'État de Washington.
Il est connu pour avoir interprété Can't Hold Us en featuring avec Macklemore et Ryan Lewis en , ainsi que pour Don't Worry en featuring avec Madcon.
Dalton est également connu pour sa voix puissante et expressive qui se prête à des genres variés, du gospel au hip-hop en passant par la pop. Ses chansons véhiculent des messages d’optimisme et de résilience, s’adressant à ceux qui aspirent à surmonter les défis de la vie.

Ray Dalton a développé très tôt une passion pour la musique. À l'âge de six ans, il rejoint le Seattle Children’s Choir avec le soutien de son professeur de musique, entamant ainsi un parcours qui lui permettra de développer sa voix dans le gospel et le RnB. Influencé par des artistes variés tels que Kanye West, Amy Winehouse, Fleetwood Mac et Missy Elliott, Ray Dalton se construit un style musical éclectique au fil de son adolescence
Dès 2010, il effectue une première featuring, intitulé "Kingdom Come" avec Dyno Jamz pour son album éponyme. Il excelle alors dans un courant hip-hop mêlé de jazz-fusion.
L’année suivante, ce premier enregistrement lui permet de se faire repérer par le producteur Ryan Lewis. Ce dernier le contacte à partir de son compte Facebook. Après leur travail sur "Wings", notamment avec la participation de Macklemore, cette collaboration lui donne l’occasion de réaliser une nouvelle featuring déterminante pour sa carrière : "Can’t Hold Us".
Le morceau "Can't Hold Us" est intégré dans l’album The Heist (2012) de Macklemore & Ryan Lewis et devient un hit mondial. Ce single atteint la première place des classements aux États-Unis, en Australie et en Suède et connaît également un fort succès en Europe. Le clip, tourné en Nouvelle-Zélande, contribue à la renommée internationale de Ray Dalton, qui remporte pour ce titre deux MTV Video Music Awards et une nomination aux Grammy Awards.
Fort de son succès, Ray Dalton quitte le poste de professeur de tennis qu'il occupait pour se consacrer pleinement à la musique. Il enchaîne les collaborations, dont "Whisper" avec Camila Recchio et "Need Your Love" avec Sol. En parallèle, il s’intègre au prestigieux Total Experience Gospel Choir of Seattle, renforçant son ancrage dans le gospel.
En 2012, Dalton sort son premier single solo, "So Emotional", et travaille sur un projet personnel intitulé The Dalton Show. Il multiplie également les collaborations internationales, notamment avec John Mark McMillan sur "Visceral" et Madcon pour "Don't Worry", un morceau qui atteint un large public en Europe se classant numéro 1 en Belgique, en Hongrie et en Tchéquie. Don't Worry atteindra en France la quatrième position du TOP Radio du SNEP entre le 27 novembre et le 11 décembre 2024.
En 2017, Ray Dalton dévoile "If You Fall", confirmant son talent en solo. En 2020, il revient avec "In My Bones", un titre pop soul qui suscite l’enthousiasme du public. In My Bones est resté 41 semaines dans le Classement du billboard.
En janvier 2021, il sort "Don't Make Me Miss You", une chanson sur les relations amoureuses compliquées, suivie d’une collaboration avec le chanteur germano-espagnol Alvaro Soler sur "Manila". En 2023, il enchaîne avec le single optimiste "Do It Again". En septembre 2022, il sort le titre "Call it Love" en collaboration avec le DJ et producteur allemand Felix Jaehn.
1. ↑  « lescharts.com - Ray Dalton - In My Bones », sur lescharts.com (consulté le 12 août 2022)
2. ↑  « Biographie Ray Dalton »